# Percy Quinn
Percy J. Quinn (né en 1878 à Montréal, dans la province de Québec au Canada, et mort le 28 octobre 1944 à Toronto, province de l'Ontario) est un sportif, un homme d'affaires, un promoteur sportif et un homme politique canadien. Il est membre de l'équipe des Shamrocks de Montréal championne du monde de crosse en 1896. En 1914, il est propriétaire et président des Blueshirts de Toronto qui remportent la Coupe Stanley. De 1927 à 1932 et de 1937 à 1942, il est conseiller municipal de la ville de Toronto.

## Biographie
Lors de sa jeunesse, Quinn joue au hockey sur glace et à la crosse. À 14 ans, il rejoint la Queen Insurance. En 1896, il remporte le championnat du monde de crosse avec les Shamrocks de Montréal dont il est plus tard président. Dans le cadre de sa profession, il est transféré en 1902 à Winnipeg. Il devient directeur de l'agence de Toronto. Quinn est d'abord impliqué dans le hockey sur glace comme entraîneur et arbitre au début des années 1900. Il arbitre notamment en 1903 lors de la série jouée entre Montréal et Winnipeg. Alors que le hockey commence à se professionnaliser, Quinn devient directeur général et copropriétaire, avec Franck Robinson, du Toronto Professional Hockey Club qui existe de 1906 à 1909. En 1911, il achète une franchise dans l'association nationale de hockey, les Blueshirts mais la Gardens Arena n'étant pas prête, l'équipe ne débute qu'en 1912. Lors de leur deuxième saison d'existence, les Blueshirts remportent la coupe Stanley. En 1914, il vend son équipe à Eddie Livingstone. En 1918, Livingstone et Quinn tentent ensemble de former une nouvelle ligue, la Canadian Hockey Association, afin de rivaliser avec la nouvelle Ligue nationale de hockey mais cette tentative échoue.
Quinn devient conseiller municipal de la Ville de Toronto en 1927. En tant qu'homme politique, il s'investit dans des causes humanitaires pour améliorer la vie à Toronto. C'est notamment grâce à lui que les bibliothèques publiques de Toronto ouvrent le dimanche. Il travaille aussi à l'amélioration des conditions de vie dans la prison de Toronto.
Quinn a trois frères, Emmett, Fred et Raphael, le premier étant président de l'association nationale de hockey de 1910 à 1916. Il est marié à Louise Reeves. En 1942, il subit une attaque cardiaque et meurt deux ans plus tard.